# Sizilianischer Honiglauch
Der Sizilianische Honiglauch (Allium siculum Ucria, Syn.: Nectaroscordum siculum (Ucria) Lindl., früher auch Trigonea sicula, Nothoscordum siculum), Sizilianischer Scheinlauch oder Bulgarischer Schmucklauch ist eine Pflanzenart der Untergattung Nectaroscordum aus der Gattung Lauch (Allium) in der Unterfamilie der Lauchgewächse (Allioideae).

## Merkmale
Der Sizilianische Honiglauch ist eine ausdauernde krautige Pflanze, die Wuchshöhen von 50 bis 125 Zentimeter erreicht. Dieser Geophyt bildet Zwiebeln als Überdauerungsorgane aus. Die Laubblätter sind rinnig und messen 30 bis 40 (60) × 1 bis 3 (5) Zentimeter.
Die 10 bis 30 Blüten sind glockig, hängend und ihre Stiele sind ungleich lang. Die äußeren Perigonblätter sind eiförmig, fünfnervig und messen 10 bis 12 (17) × etwa 8 Millimeter, die inneren Perigonblätter sind einnervig und messen 15 × 9,5 Millimeter. Das Perigon ist matt purpurn und am Grund grünlich. Die Kapselfrucht ist aufrecht.
Die Blütezeit liegt im Mai, nachdem die Blätter abgestorben sind.

## Vorkommen
Allium siculum ist auf der Krim, im westlichen Anatolien, in Süd-Frankreich, auf Korsika, sowie in Italien auf Sardinien, Sizilien, in der Toskana und in der Basilikata heimisch. Hier ist diese Art in Buchenwäldern in Höhenlagen von 400 bis 1000 Meter zu finden.

## Systematik
Man kann zwei Unterarten unterscheiden:
- Allium siculum subsp. dioscoridis (Sm.) K.Richt.: Sie kommt vom östlichen Rumänien bis in die nordwestliche Türkei und auf der Krim vor.[2]
- Allium siculum subsp. siculum: Sie kommt von Südfrankreich bis Sizilien vor.[2]

## Nutzung
Der Sizilianische Honiglauch wird manchmal als Zierpflanze in Rabatten genutzt. Er sollte nicht überdüngt werden. Er breitet sich über Brutzwiebeln aus.